# M82 X-2
M82 X-2 là một sao xung phát tia X nằm trong thiên hà Messier 82, cách Trái Đất khoảng 12 triệu năm ánh sáng. Nó đặc biệt sáng, năng lượng bức xạ tương đương với khoảng mười triệu Mặt Trời. Thiên thể này là một phần của hệ thống sao đôi: Nếu sao xung có kích thước trung bình 1,4 thì sao đồng hành của nó là ít nhất 5,2 M☉. Trung bình, sao xung quay cứ sau 1,37 giây và xoay quanh sao đồng hành lớn hơn của nó với chu kỳ 2,5 ngày.
M82 X-2 là một nguồn tia X siêu nhẹ (ULX), phát sáng hơn khoảng 100 lần so với lý thuyết cho thấy một cái gì đó có khối lượng của nó sẽ có thể. Độ sáng của nó cao hơn nhiều lần so với giới hạn Eddington, một hướng dẫn vật lý cơ bản đặt giới hạn trên cho độ sáng mà một vật thể có khối lượng nhất định có thể đạt được. Giải thích có thể cho việc vi phạm giới hạn Eddington bao gồm các hiệu ứng hình học phát sinh từ việc phễu vật liệu rơi xuống dọc theo các đường sức từ.
Mặc dù M82 X-2 trước đây được biết đến như một nguồn tia X, nhưng mãi đến khi một chiến dịch quan sát nghiên cứu siêu tân tinh SN 2014J mới được phát hiện vào tháng 1 năm 2014, bản chất thực sự của X-2 mới được khám phá. Các nhà khoa học xem dữ liệu từ tàu vũ trụ NuSTAR nhận thấy xung trong phổ tia X đến từ gần siêu tân tinh trong Messier 82. Dữ liệu từ tàu vũ trụ Chandra và Đài thiên văn chim Yến Neil Gehrels được sử dụng để xác minh phát hiện NuSTAR và cung cấp độ phân giải không gian cần thiết để xác định nguồn chính xác. Sau khi kết hợp dữ liệu NuSTAR và Chandra, các nhà khoa học đã có thể nhận ra rằng M82 X-2 phát ra cả chùm tia X và bức xạ tia X rộng liên tục.